# Gazzo Veronese
Gazzo Veronese es una localidad y comune italiana de 5.563 habitantes, ubicada en la provincia de Verona (una de las siete provincias de la región de Véneto). 

## Demografía
| Gráfica de evolución demográfica de Gazzo Veronese entre 1861 y 2001 |
|                                                                      |
| fuente ISTAT - elaboración gráfica a cargo de Wikipedia              |

## Hermosas vistas de la WWF Pantano Busatello en Gazzo Veronese

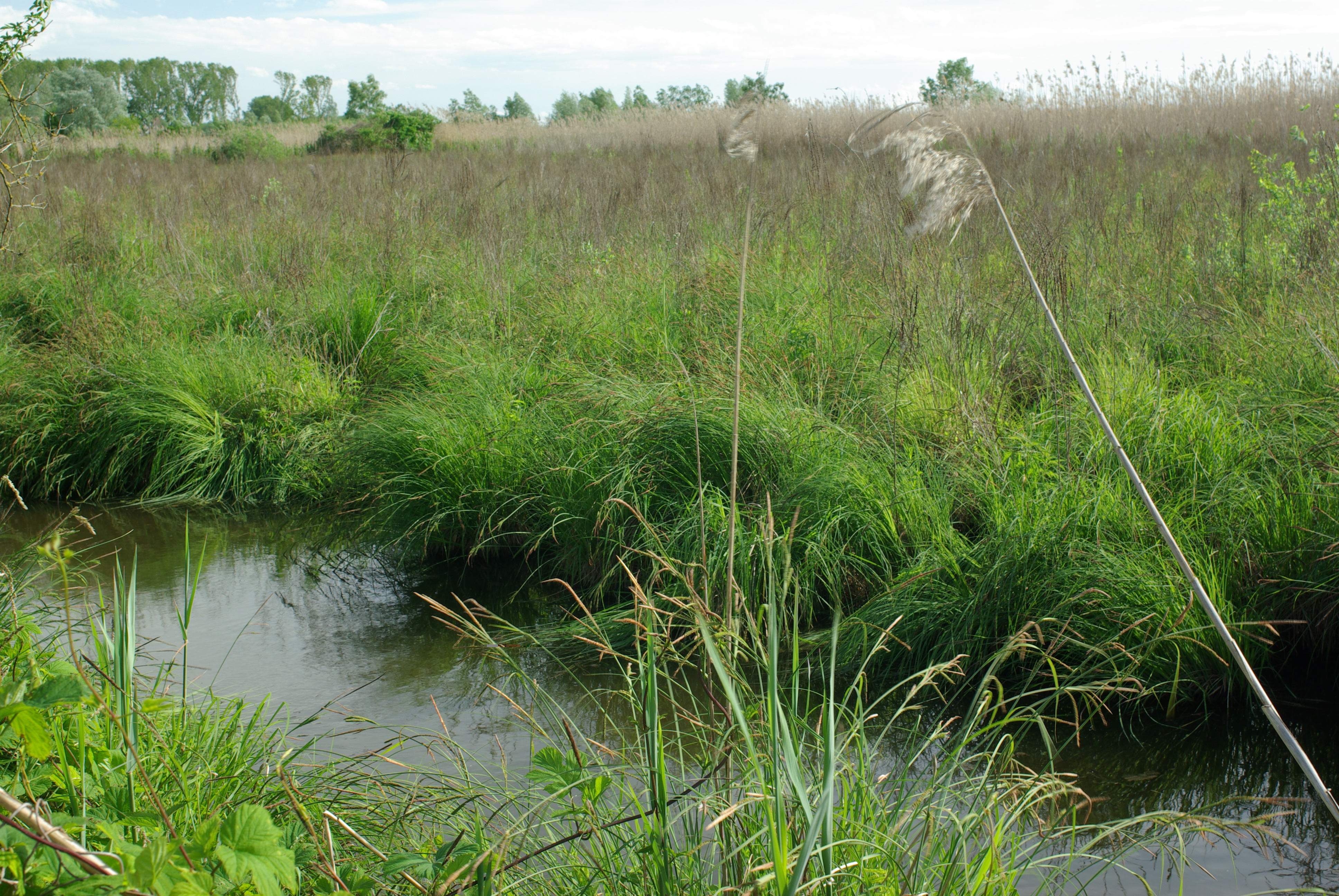
Vista de Carex  WWF Pantano Busatello en Gazzo Veronese Italia
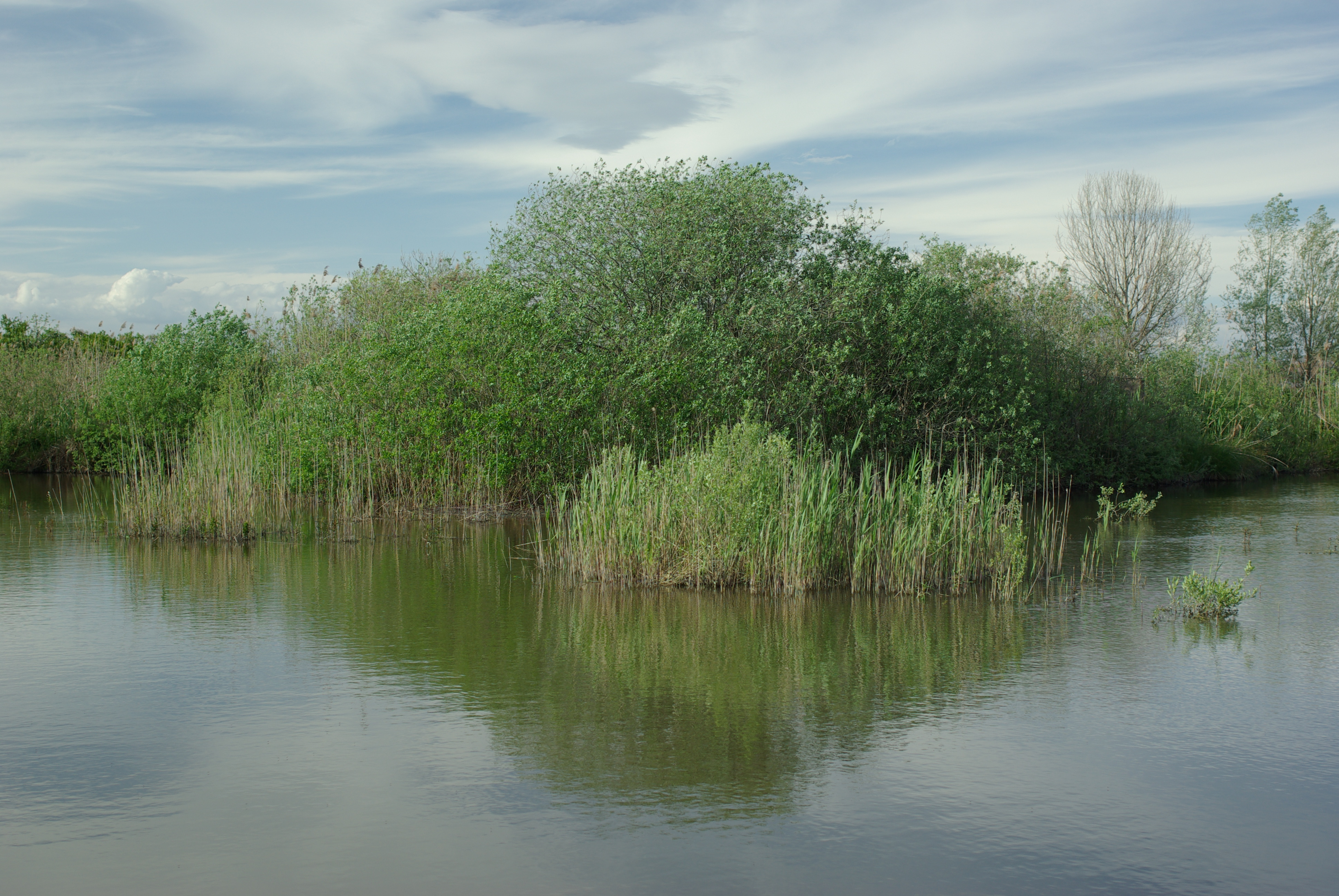
Vista de Phragmites australis y Salix  Oasis WWF Pantano Busatello en Gazzo Veronese Italia
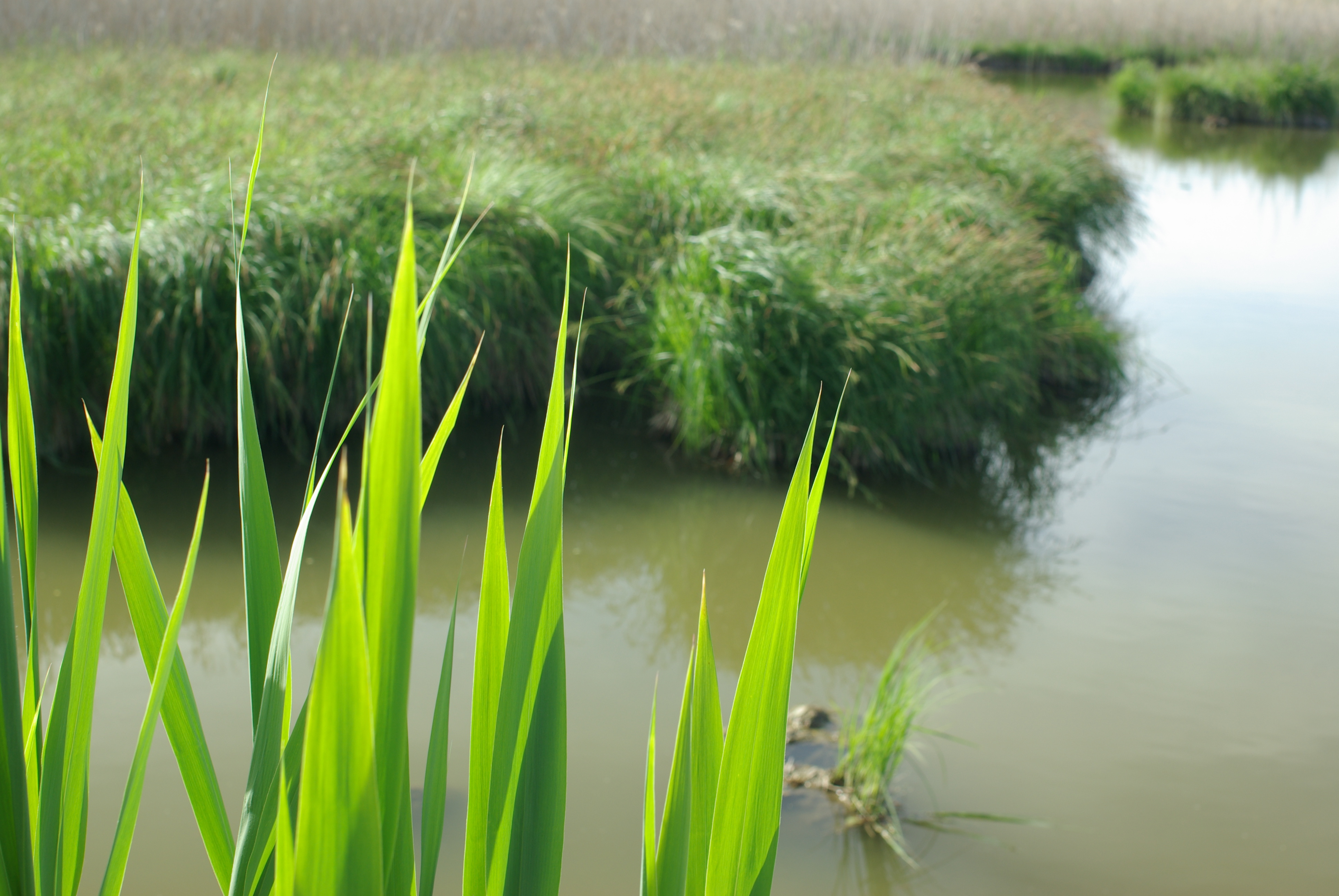
Phragmites australis y Carex  WWF Pantano Busatello en Gazzo Veronese Italia
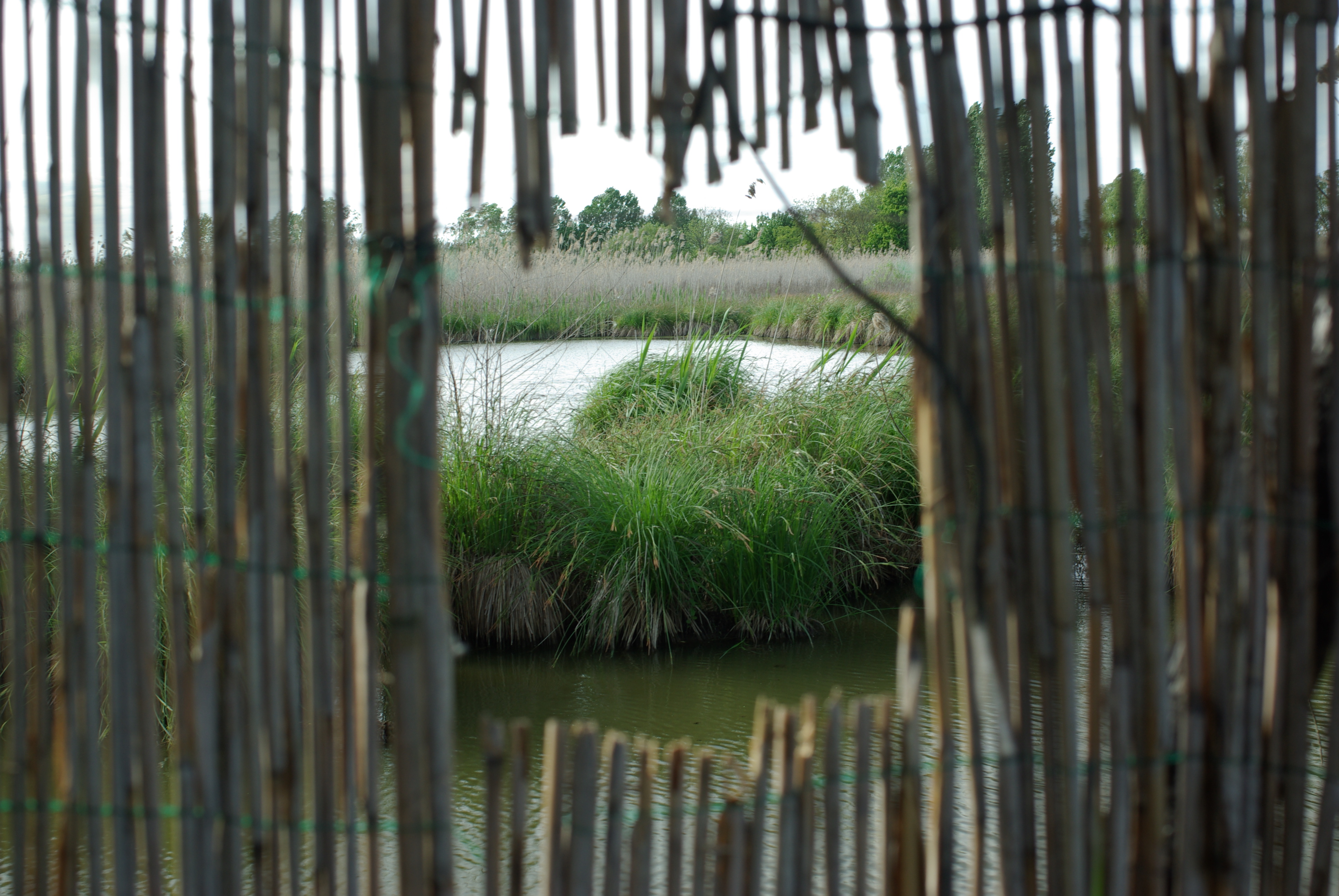
Carex observador de aves observación choza WWF Pantano Busatello en Gazzo Veronese Italia
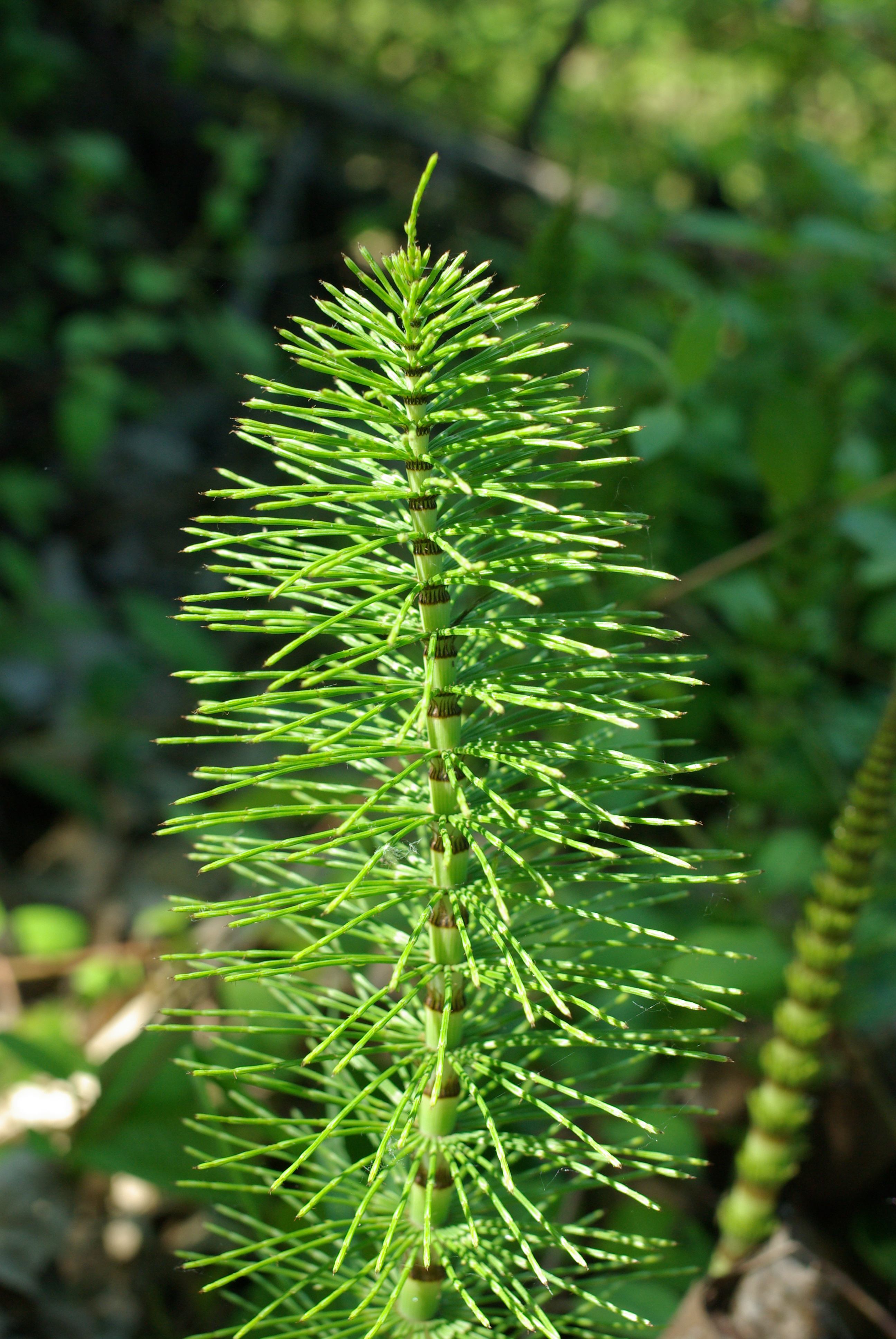
Equisetum  WWF Pantano Busatello en Gazzo Veronese Italia
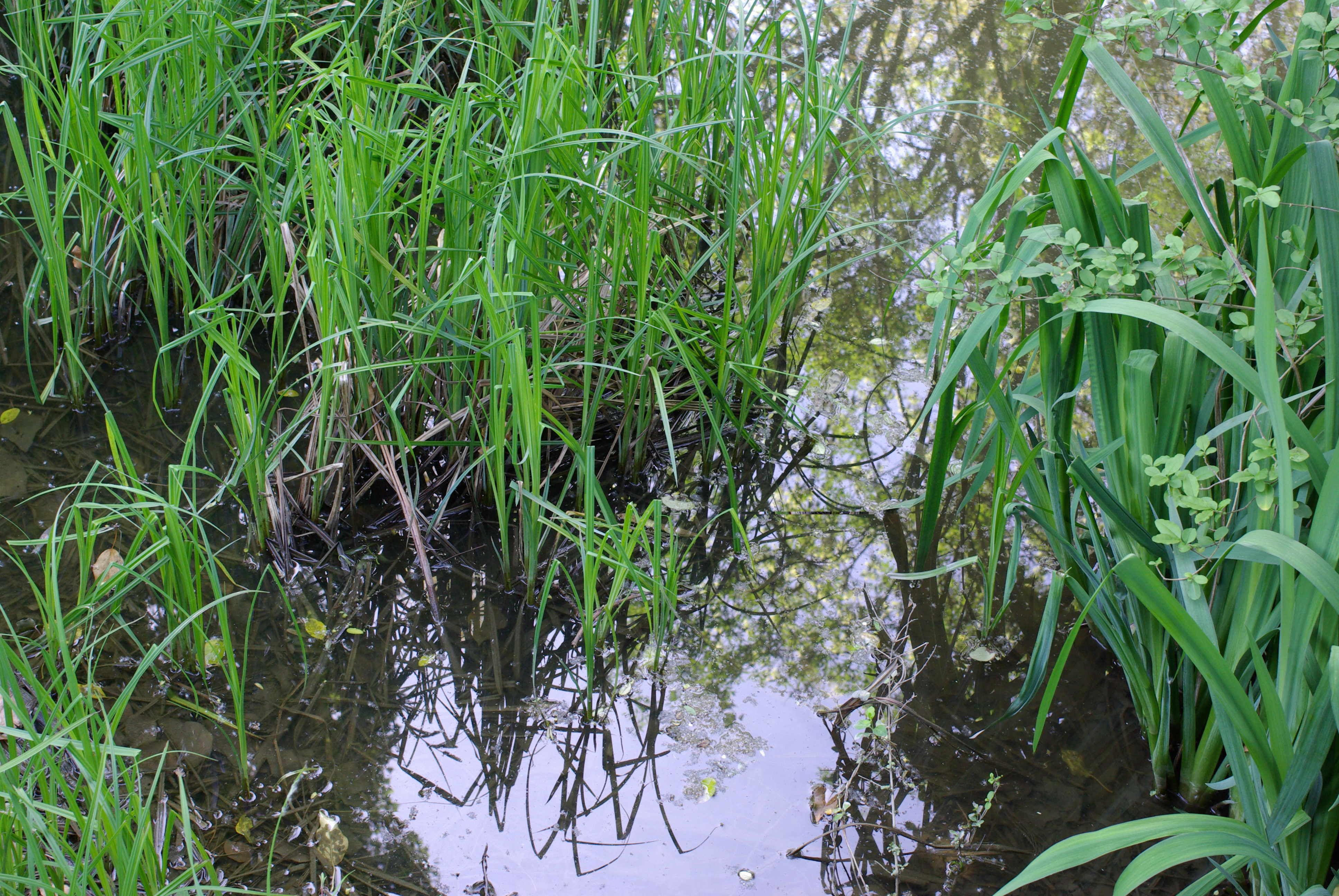
Carex  WWF Pantano Busatello en Gazzo Veronese Italia
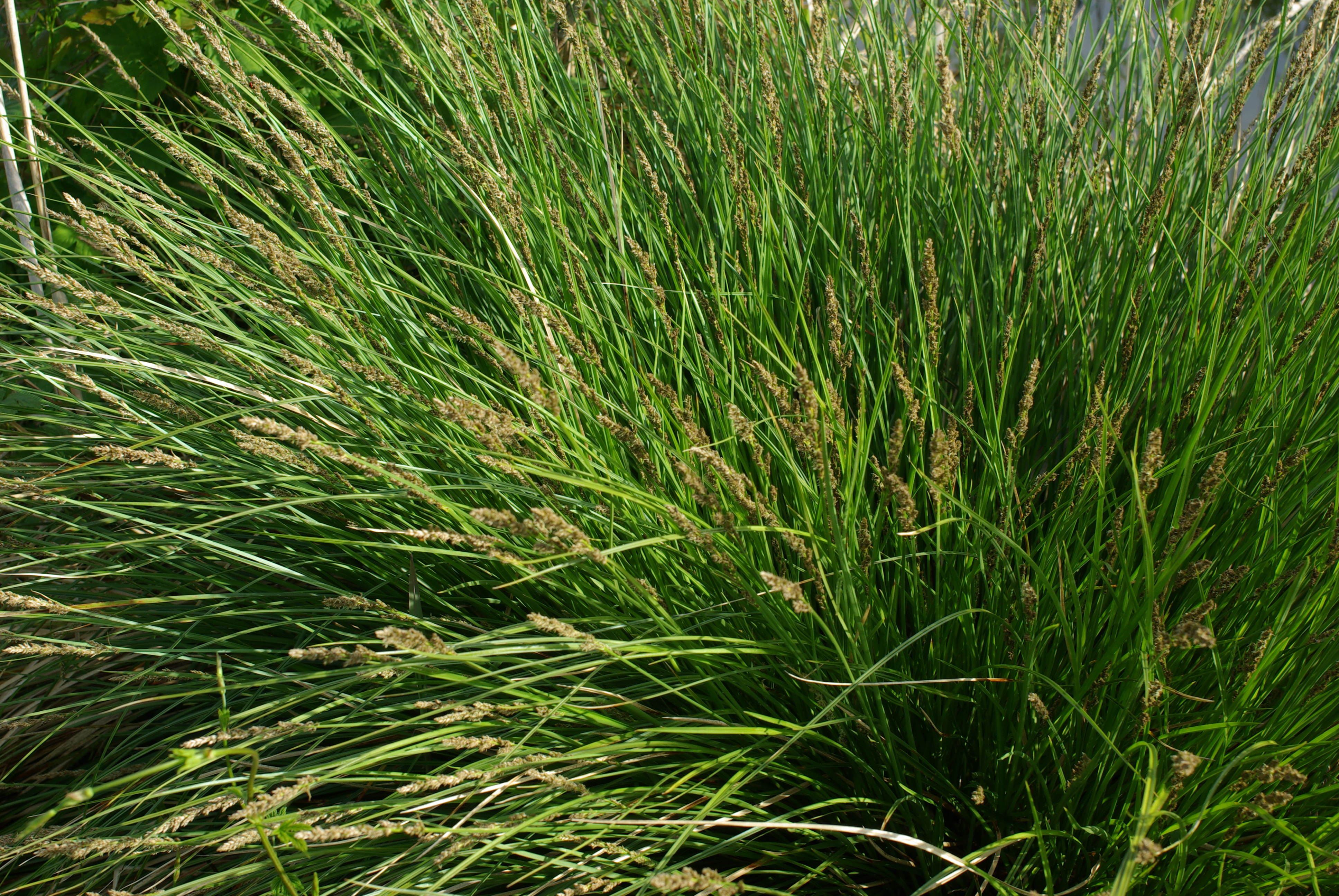
Carex  WWF Pantano Busatello en Gazzo Veronese Italia
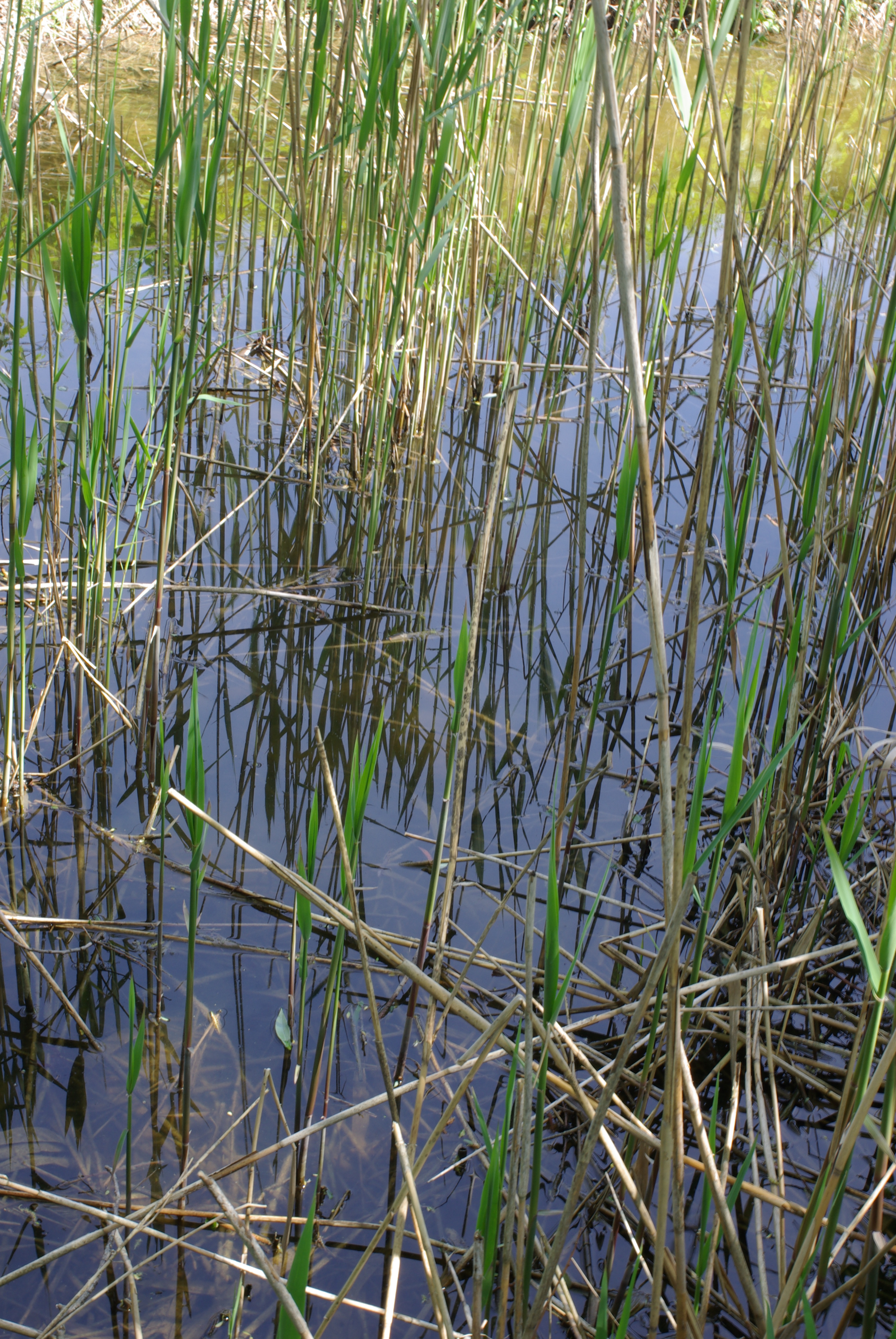
Phragmites australis  WWF Pantano Busatello en Gazzo Veronese Italia
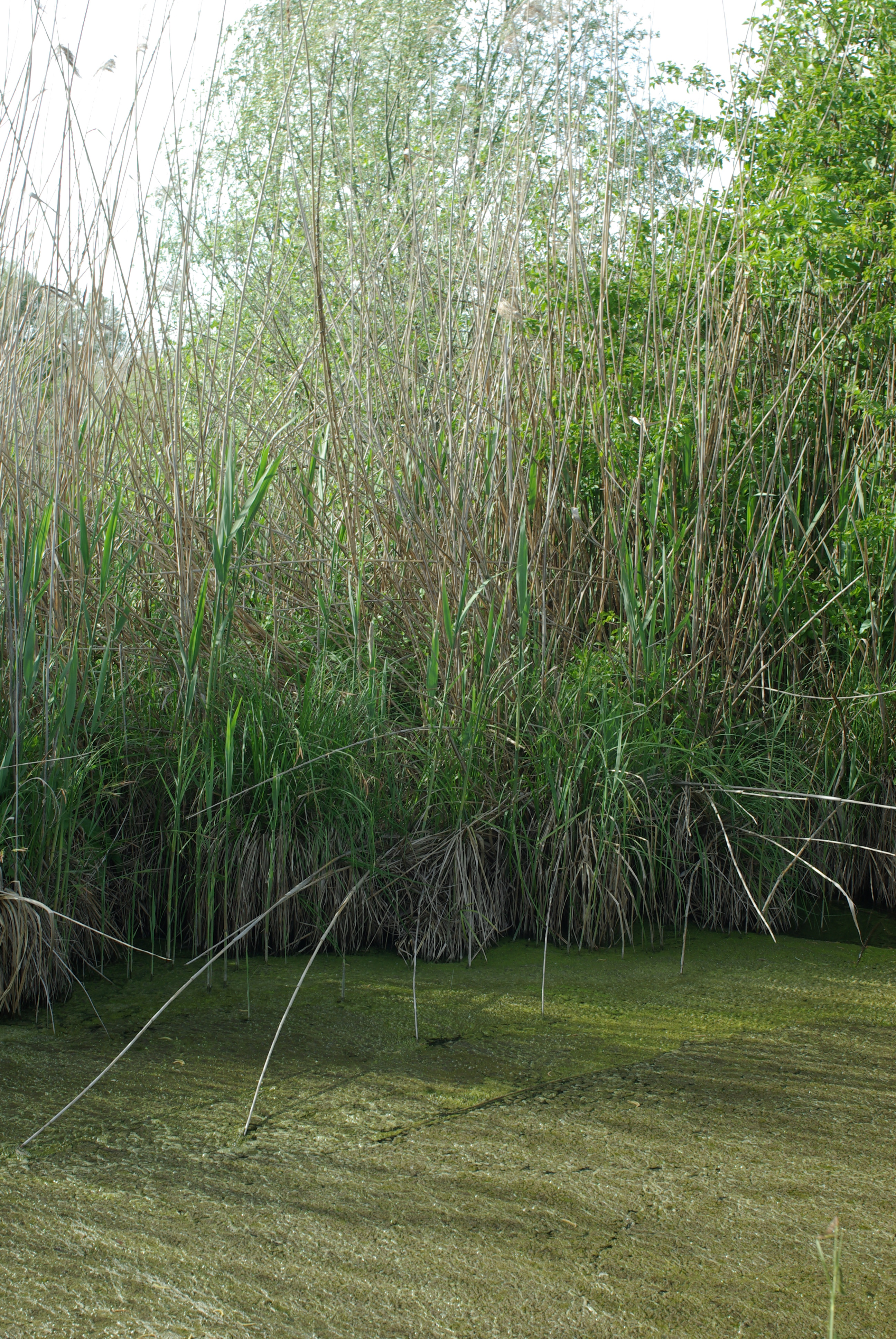
Vista de Lemna minor  WWF Pantano Busatello en Gazzo Veronese Italia
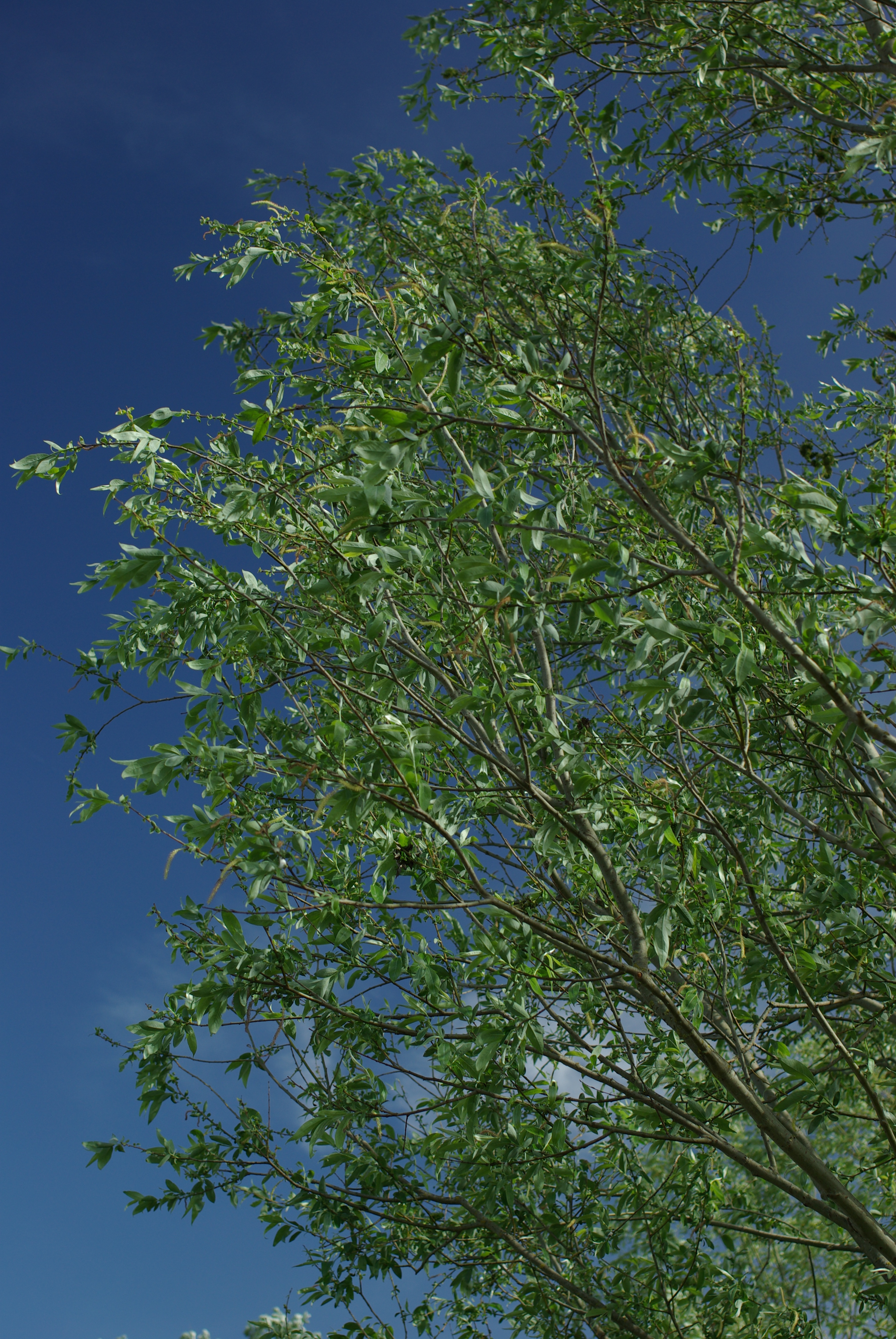
Salix  WWF Pantano Busatello en Gazzo Veronese Italia
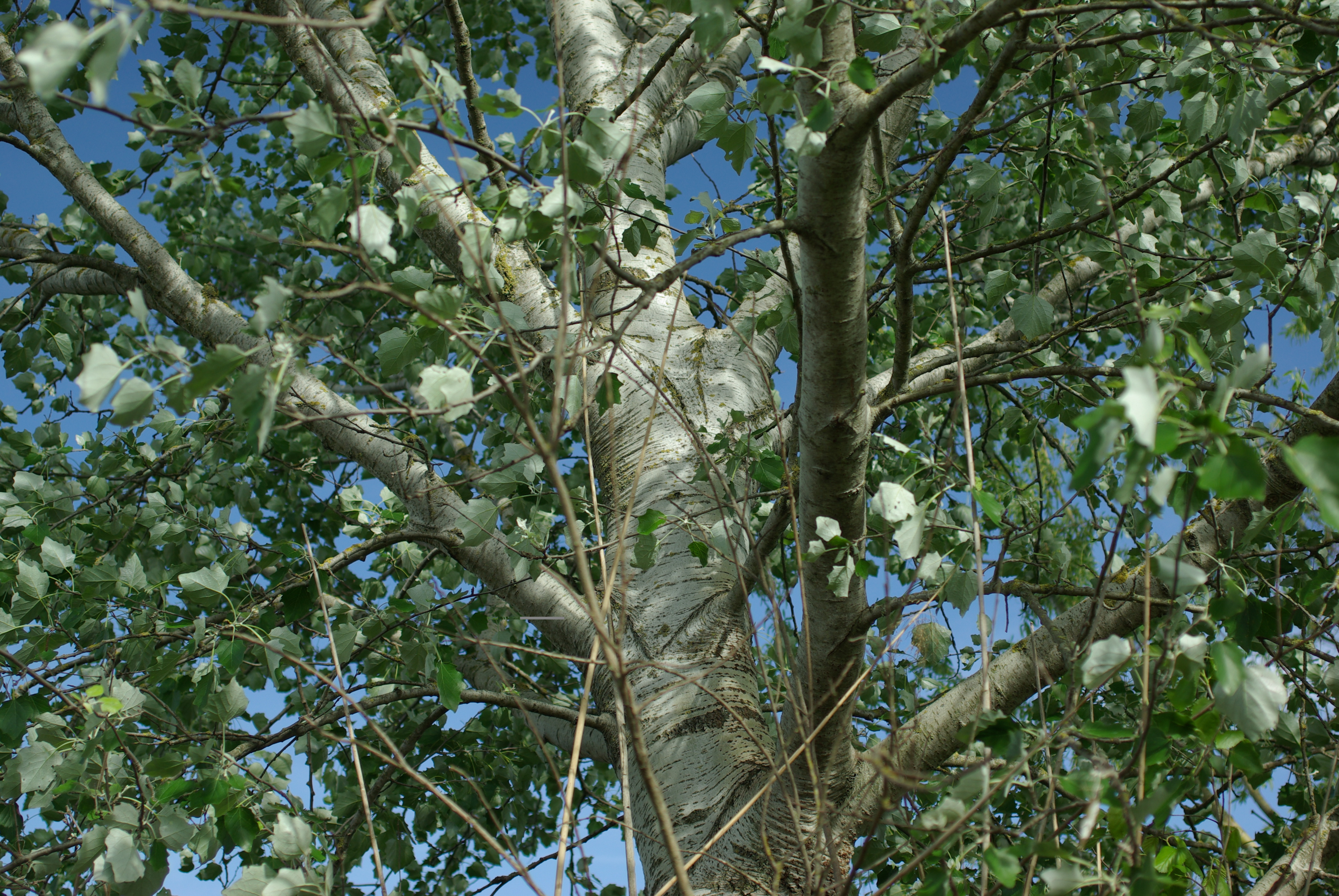
Populus alba  WWF Pantano Busatello en Gazzo Veronese Italia
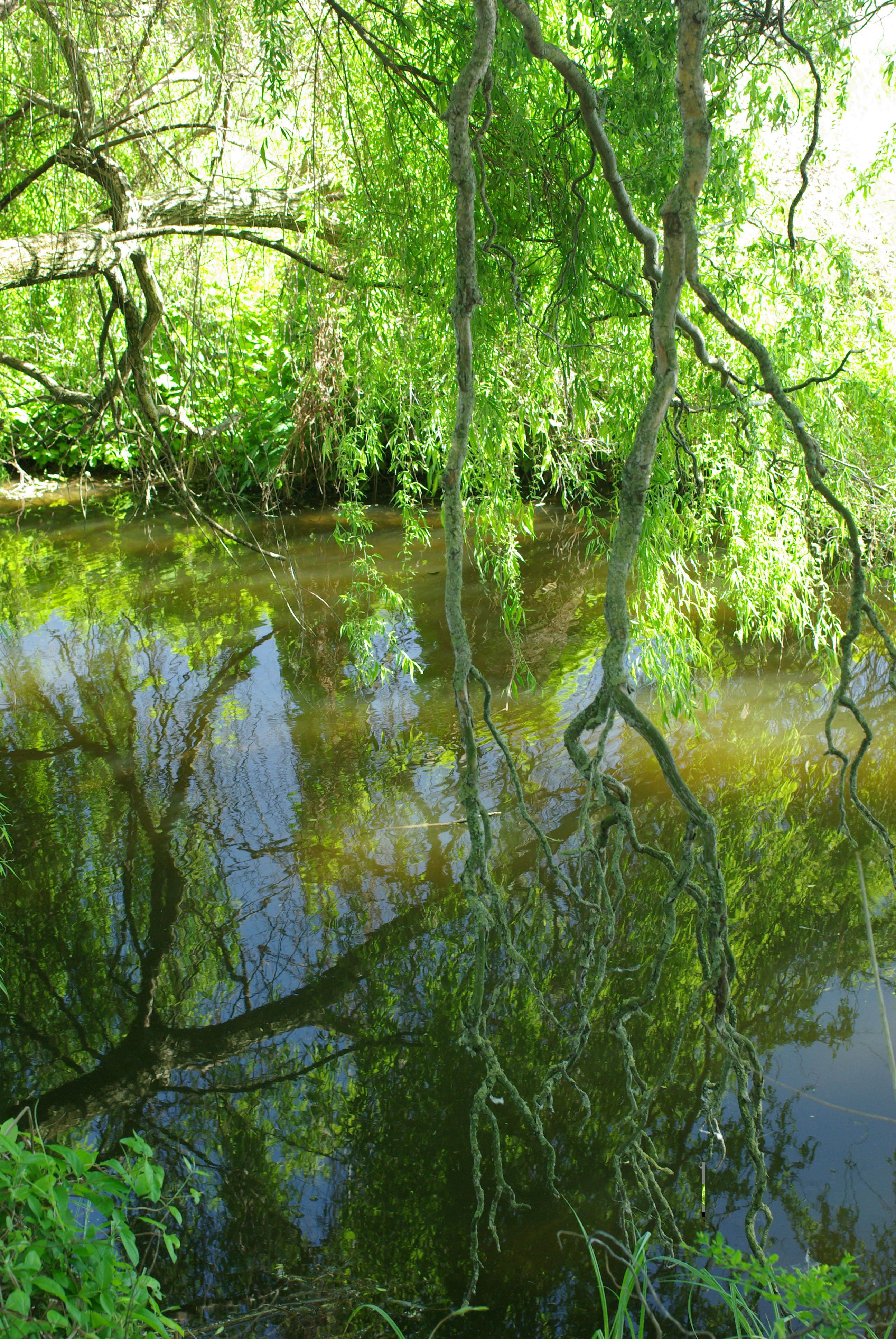
Vista de Salix  WWF Pantano Busatello en Gazzo Veronese Italia

- Datos: Q47133
- Multimedia: Gazzo Veronese / Q47133